# Mia Couto
Mia Couto, pseudónimo de António Emílio Leite Couto ComSE (Beira, 5 de julho de 1955), é um escritor e biólogo moçambicano.
Dentre os muitos prémios literários com os quais foi galardoado está o Prémio Neustadt, tido como o Nobel Americano. Couto e João Cabral de Melo Neto são os únicos escritores de língua portuguesa que receberam esta honraria.
| “                                                             | Temos uma arma de construção massiva: a capacidade de pensar | ” |
| — Mia Couto, in carta ao Presidente Bush, 27 de março de 2003 |                                                              |   |

## Biografia
Mia Couto nasceu e estudou na Beira, cidade capital da província de Sofala, em Moçambique. Adotou o pseudónimo de Mia Couto porque tinha uma paixão por gatos. Com 14 anos de idade, teve alguns poemas publicados no jornal "Notícias da Beira" e três anos depois, em 1971, mudou-se para a cidade capital de Lourenço Marques, Moçambique (agora Maputo). Iniciou os estudos universitários em medicina, mas abandonou esta área no princípio do terceiro ano, passando a exercer a profissão de jornalista depois do 25 de Abril de 1974. Trabalhou na Tribuna até à destruição das suas instalações em setembro de 1975, por colonos que se opunham à independência. Foi nomeado diretor da Agência de Informação de Moçambique (AIM) e formou ligações de correspondentes entre as províncias moçambicanas durante o tempo da guerra de libertação. A seguir trabalhou como diretor da revista Tempo até 1981 e continuou a carreira no jornal Notícias até 1985. Em 1983, publicou o seu primeiro livro de poesia, Raiz de Orvalho, que, segundo algumas interpretações, inclui poemas contra a propaganda marxista militante. Dois anos depois, demitiu-se da posição de diretor para continuar os estudos universitários na área de biologia.
Além de considerado um dos escritores mais importantes de Moçambique, é o escritor moçambicano mais traduzido. Em muitas das suas obras, Mia Couto tenta recriar a língua portuguesa com uma influência moçambicana, utilizando o léxico de várias regiões do país e produzindo um novo modelo de narrativa africana. Terra Sonâmbula, o seu primeiro romance, publicado em 1992, ganhou o Prémio Nacional de Ficção da Associação dos Escritores Moçambicanos em 1995 e foi considerado um dos dez melhores livros africanos do século XX por um júri criado pela Feira do Livro do Zimbabué. A 25 de Novembro de 1998 foi feito Comendador da Ordem Militar de Sant'Iago da Espada. Em 2007, foi entrevistado pela revista Isto É. Foi fundador de uma empresa de estudos ambientais da qual é colaborador.
Em 2013, foi homenageado com o Prémio Camões, que lhe foi entregue a 10 de Junho no Palácio de Queluz pelas mãos dos então presidentes de Portugal, Cavaco Silva, e do Brasil, Dilma Rousseff.
Em junho de 2022, recebeu o título de Doutor honoris causa da Universidade Estadual Paulista (Unesp).
Em setembro de 2024, venceu o prémio da Feira Internacional do Livro (FIL) de Guadalajara de Literatura em Línguas Românicas.

### Biólogo
Como biólogo, dirige as Avaliações de Impacto Ambiental, IMPACTO Lda., empresa que faz estudos de impacto ambiental, em Moçambique. Mia Couto tem realizado pesquisas em diversas áreas, concentrando-se na gestão de zonas costeiras. Além disso, é professor da cadeira de ecologia em diversos cursos da Universidade Eduardo Mondlane (UEM).

## Obras
Mia Couto tem uma obra literária extensa e diversificada, incluindo poesia, contos, romance e crónicas, e é considerado como um dos escritores mais importantes de Moçambique. As suas obras são publicadas em mais de 22 países e traduzidas em alemão, francês, castelhano, catalão, inglês e italiano.
Em muitas obras suas, Couto dá um contributo significativo de recriar a língua portuguesa, incorporando vocabulário e estruturas específicas de Moçambique, portanto produzindo um novo modelo para a narrativa africana. Estilisticamente, a sua escrita é influenciada do realismo mágico, um movimento popular nas literaturas latino-americanas modernas. Contudo, por sua literatura ser africana, o termo "mágico" não aplica, sendo classificada como Realismo Animista.  O seu uso de linguagem faz lembrar o escritor brasileiro João Guimarães Rosa, mas também é influenciado pelo escritor Jorge Amado.  É conhecido por criar provérbios, às vezes conhecidas como "improvérbios", nas suas obras de ficção, assim como enigmas, lendas, e metáforas, dando uma dimensão poética sobretudo.
Mia Couto escreve tanto para adultos como para crianças.

### Poesia
Estreou-se no prelo com um livro de poesia, Raiz de Orvalho, publicado em 1983. Este livro revela o mesmo comportamento literário de estreita relação com a tradição e memória cultural africanas que evidenciam a orientação regionalista, marcante em toda a sua criação literária. A poesia “Sotaque da terra” aborda sentimentos impostos por condições históricas diretamente ligados à realidade do povo africano: a língua, a terra e a tradição.
No entanto, antes tinha sido antologiado por outro dos grandes poetas moçambicanos, Orlando Mendes (outro biólogo), em 1980, numa edição do Instituto Nacional do Livro e do Disco, resultante duma palestra na Organização Nacional dos Jornalistas (actual Sindicato), intitulada "Sobre Literatura Moçambicana".
Em 1999, a Editorial Caminho (que publica as obras de Mia Couto em Portugal) relançou Raiz de Orvalho e outros poemas que teve sua 3ª edição em 2001.
A mesma editora dá ao prelo em 2011 o seu segundo livro de poesia, "Tradutor de Chuvas".

### Contos
Nos meados dos anos 80, Mia Couto estreou-se nos contos e numa nova maneira de falar - ou "falinventar" - português, que continua a ser o seu "ex-libris". Nesta categoria de contos publicou:
- Vozes Anoitecidas (1ª ed. da Associação dos Escritores Moçambicanos, em 1986; 1ª ed. Caminho, em 1987; 8ª ed. em 2006; Grande Prémio da Ficção Narrativa em 1990, ex aequo)
- Cada Homem é uma Raça (1ª ed. da Caminho em 1990; 9ª ed., 2005)
- Estórias Abensonhadas (1ª ed. da Caminho, em 1994; 7ª ed. em 2003)
- Contos do Nascer da Terra (1ª ed. da Caminho, em 1997; 5ª ed. em 2002)
- Na Berma de Nenhuma Estrada (1ª ed. da Caminho em 2001; 3ª ed. em 2003)
- O Fio das Missangas (1ª ed. da Caminho em 2004; 4ª ed. em 2004)
- As Pequenas Doenças da Eternidade (1ª ed. da Companhia das Letras, em 2023)

### Crónicas
Para além disso, publicou em livros algumas das suas crónicas, que continuam a ser coluna num dos semanários publicados em Maputo, capital de Moçambique:
- Cronicando (1ª ed. em 1988; 1ª ed. da Caminho em 1991; 7ª ed. em 2003; Prémio Nacional de Jornalismo Areosa Pena, em 1989)
- O País do Queixa Andar (2003)
- Pensatempos. Textos de Opinião (1ª e 2ª ed. da Caminho em 2005)
- E se Obama fosse Africano? e Outras Interinvenções (1ª ed. da Caminho em 2009)

### Romances
E, naturalmente, não deixou de lado o género romance, tendo publicado as obras:
- Terra Sonâmbula (1ª ed. da Caminho em 1992; 8ª ed. em 2004; Prémio Nacional de Ficção da Associação dos Escritores Moçambicanos em 1995; considerado por um juri na Feira Internacional do Zimbabwe um dos doze melhores livros africanos do século XX)
- A Varanda do Frangipani (1ª ed. da Caminho em 1996; 7ª ed. em 2003)
- Mar Me Quer (1ª ed. Parque EXPO/NJIRA em 1998, como contribuição para o pavilhão de Moçambique na Exposição Mundial EXPO '98 em Lisboa; 1ª ed. da Caminho em 2000; 8ª ed. em 2004)
- Vinte e Zinco (1ª ed. da Caminho em 1999; 2ª ed. em 2004)
- O Último Voo do Flamingo (1ª ed. da Caminho em 2000; 4ª ed. em 2004; Prémio Mário António de Ficção em 2001)
- O Gato e o Escuro, com ilustrações de Danuta Wojciechowska (1ª ed. da Caminho em 2001; 2ª ed. em 2003), com ilustrações de Marilda Castanha (1ª ed. brasileira, da Cia. das Letrinhas, em 2008)
- Um Rio Chamado Tempo, uma Casa Chamada Terra (1ª ed. da Caminho em 2002; 3ª ed. em 2004; rodado em filme pelo português José Carlos Oliveira)
- A Chuva Pasmada, com ilustrações de Danuta Wojciechowska (1ª ed. da Njira em 2004)
- O Outro Pé da Sereia (1ª ed. da Caminho em 2006)
- O beijo da palavrinha, com ilustrações de Malangatana (1ª ed. da Língua Geral em 2006) Editora Caminho.
- Venenos de Deus, Remédios do Diabo (2008)
- Jesusalém [no Brasil, o livro tem como título Antes de nascer o mundo] (2009)
- Pensageiro frequente (2010)
- A Confissão da Leoa (2012)
- Mulheres de cinzas (primeiro volume da trilogia As Areias do Imperador) (2015)
- A Espada e a Azagaia (segundo volume da trilogia As Areias do Imperador") (2016)
- O Bebedor de Horizontes (terceiro volume da trilogia "As Areias do Imperador") (2017)
- O Mapeador de Ausências (2020)

## Prémios
- 1995 - Prémio Nacional de Ficção da Associação dos Escritores Moçambicanos
- 1999 - Prémio Vergílio Ferreira, pelo conjunto da sua obra
- 2001 - Prémio Mário António, pelo livro "O último voo do flamingo"
- 2007 - Prémio União Latina de Literaturas Românicas
- 2007 - Prémio Passo Fundo Zaffari e Bourbon de Literatura, na Jornada Nacional de Literatura
- 2008 - Prémio Rosalía de Castro do Centro PEN Galiza.[14]
- 2012 - Prémio Eduardo Lourenço 2012[15]
- 2013 - Prémio Camões 2013[16][17][18]
- 2014 - Neustadt International Prize for Literature[1]
- 2021 - França: prémio Albert Bernard com base na trilogia As areias do Imperador.[19]
- 2022 - Recebeu o Prémio José Craveirinha de Literatura [20]
- 2024 - Foi distinguido por unanimidade com o Grande Prémio de Conto Branquinho da Fonseca da Associação Portuguesa de Escritores (APE) pelo livro Compêndio para desenterrar nuvens.[21]
- 2024 - Prémio da Feira Internacional do Livro (FIL) de Literatura em Línguas Românicas de Guadalajara, México.[22]
- 2025 - Prémio PEN/Nabokov para literatura internacional, tornando-se o primeiro autor de língua portuguesa a receber este prémio.[23]

## Academia Brasileira de Letras
É sócio correspondente, eleito em 1998, da Academia Brasileira de Letras, sendo sexto ocupante da cadeira 5, que tem por patrono Dom Francisco de Sousa.